# Popcorn (zenemű)
A Popcorn (első verzióban Pop Corn) (pattogatott kukorica) egy instrumentális zenemű, amelyet Gershon Kingsley komponált 1969-ben az Audio Fidelity Records kiadójának Music to Moog By című albumához. A Moog-szintetizátorra komponált mű instrumentális világsláger lett, először 1972-ben, amikor megjelent a Hot Butter verziója. Azóta több verzió készült és jelent meg, köztük Vjacseszlav Mescserin-, az Anarchic System-, a Popcorn Makers-, a Boomtang Boys-, az M & H Band-, a Crazy Frog- és a Muppets-féle változat.